# Maria Dobroniega de Kiev
Maria Dobroniega de Kiev (ou Maria Dobronega de Kiev), née vers 1012 et morte en 1087, est une Princesse Kievienne de la famille des Riourikides, duchesse de Pologne par son mariage avec le duc Casimir Ier.

## Biographie
Elle est probablement la fille de Boris Romanos, prince russe assassiné en 1015, fils de Vladimir Ier, grand prince de Kiev. Sa mère est la fille d'un certain Odo, (ou Odon), peut être le frère du duc de Souabe Conrad Ier. 
Vers 1042, elle épouse Casimir Ier le Restaurateur, duc de Pologne. Par ce mariage, Casimir s'assure le soutien de la famille de son épouse pour reconquérir le duché de Pologne où règnent alors des luttes intestines. Il s'allie avec le l'oncle de Maria, Iaroslav le Sage, et, soutenu par l'empereur Henri III du Saint Empire Romain Germanique, il parvient à restaurer en Pologne.
Le couple a cinq enfants :
- Boleslas II (1042-1081), duc puis roi de Pologne[2] ;
- Ladislas Ier Herman (vers 1043-1102), duc de Pologne[2] ;
- Mieszko (1045-1065)[2] ;
- Otton (vers 1046-1048) ;
- Świętosława de Pologne ou Swatawa (morte en 1126), mariée en 1063 au duc Vratislav II de Bohême[2].

Casimir meurt le 28 novembre 1058. Son fils Boleslas, âgé de seize ans, lui succède, mais il est déposé en 1079 et il meurt deux ans plus tard. Maria Dobroniega lui survit pendant six ans et meurt en 1087.

## Sources
- (en) Cet article est partiellement ou en totalité issu de l’article de Wikipédia en anglais intitulé « Maria Dobroniega of Kiev » (voir la liste des auteurs).